# Aspila pyraloides
Aspila pyraloides är en fjärilsart som beskrevs av Walker 1857. Aspila pyraloides ingår i släktet Aspila och familjen nattflyn. Inga underarter finns listade i Catalogue of Life.